# Stanley Cobb

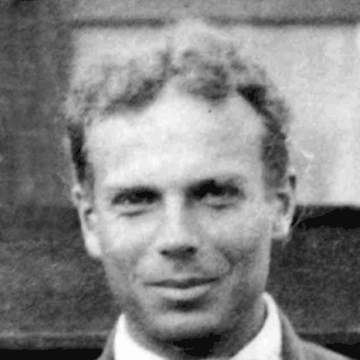
Stanley Cobb w 1917 roku

Stanley Cobb (ur. 10 grudnia 1887 w Brookline, zm. 8 lutego 1968) – amerykański neurolog i psychiatra. Uważany jest za twórcę psychiatrii biologicznej w Stanach Zjednoczonych. W 1949 roku pełnił funkcję przewodniczącego American Neurological Association.
W 1915 opisał zespół, znany dziś jako zespół Cobba.